# クリス・ブランカトー
クリス・ブランカトー（Chris Brancato,1962年1月24日 - ）はアメリカ合衆国の脚本家、プロデューサーである。

## キャリア
1962年1月24日、ブランカトーはカリフォルニア州ハリウッドに誕生し、ニュージャージー州ティアネックで子供時代を過ごした。地元の高校を卒業した後に、ブランカトーはブラウン大学に進学し、そこで学位を取得した。ブランカトーは現在、ロサンゼルスに住んでいる。
1992年に、ブランカトーはFOXで放送されていたテレビドラマ『ビバリーヒルズ高校白書』のシーズン3にストーリー・エディターとして参加した。また、同じくFOXで放送されていた『X-ファイル』のシーズン1第11話「イヴ」の脚本をケネス・ビラーと共同で執筆した。
1998年、テレビドラマ『ファースト・ウェイブ』を企画し、SCI-FI（現在のSyfy）で放送が始まった。このドラマはシーズン3まで製作された。

## 作品

### テレビドラマ
- X-ファイル The X-files (1993) シーズン1第11話「イヴ」の脚本 ※ケネス・ビラーと共同執筆。
- 新アウターリミッツ The Outer Limits (1996) 計2話の脚本
- ファースト・ウェイブ First Wave (1998-2001) 計18話の脚本、製作総指揮
- トゥルー・コーリング Tru Calling シーズン1第2話「天職」の脚本
- NORTH SHORE ノース・ショア North Shore (2004-2005) 製作総指揮
- LAW & ORDER:性犯罪特捜班 (2010,2011) Law & Order: Special Victims Unit 計2話の脚本
- LAW & ORDER:犯罪心理捜査班 Law & Order: Criminal Intent (2011) 計2話の脚本
- ハンニバル Hannibal (2013,2014) 計3話の脚本、シーズン2までの製作総指揮
- ナルコス Narcos (2015-) 計5話の脚本、製作総指揮

### 映画
- 奴らに深き眠りを Hoodlum (1997) 脚本・製作
- スピーシーズ2 Species II (1998) 脚本
- キャンパス・クレージー Stealing Harvard  (2002) 製作総指揮